# داريا أونيل
داريا أونيل (بالإنجليزية: Daria O'Neill)‏ هي مقدمة برامج إذاعية أمريكية، ولدت في 26 أبريل 1971 في تيبتون في الولايات المتحدة.